# Сатымсай
Сатымсай (каз. рзд.Сатымсай) — упразднённый разъезд в Жанакорганском районе Кызылординской области Казахстана. Упразднен в 2018 г. Входил в состав Талапского сельского округа. Находится примерно в 23 км к северо-западу от районного центра, села Жанакорган. Код КАТО — 434062600.

## Население
В 1999 году население разъезда составляло 39 человек (20 мужчин и 19 женщин). По данным переписи 2009 года, в разъезде проживало 35 человек (22 мужчины и 13 женщин).